# 林志榮
林志榮（英語：Lam Chi Wing，1972年8月9日—），香港男性電視節目監製，現為無綫電視非戲劇節目監製。

## 簡歷
- 林志榮於2000年代左右加入無綫電視，任職電視節目編導及導演，初期主力參與製作綜藝節目，2012年則升任監製，代表作品為學是學非、阿爺廚房、香港原味道、粵講粵㜺鬼及千奇百趣系列等，現主要以資訊節目、健康資訊節目及資訊遊戲節目為主。[1][2][3]

## 監製作品（無綫電視）
資訊遊戲節目
- 年代大激鬥
- 千奇百趣高B班
- 千奇百趣東南亞
- 千奇百趣玩FREE D
- 千奇百趣玩HIGH D
- 千奇百趣特工隊
- Do姐有問題（共4輯）

資訊節目
- 學是學非（共7輯）
- 粵講粵㜺鬼（共4輯）
- 青年灣區職Fun班（共8輯）

健康資訊節目
- 你健康嗎？（共2輯）
- 食得健康嗎？
- 活得健康嗎？
- 食得好健康
- 長命不老

清談節目
- 日日媽媽聲

飲食節目
- 阿爺廚房（共5輯）
- 香港原味道（共5輯）

旅遊節目
- 嘯後瀛風
- 夏·日·悠遊
- 搭上高鐵愛旅遊
- 港產旅行團

其他
- 玩轉三周1/2
- 萬里尋爸